# Нижняя Никитинская
 Нижняя Никитинская  — опустевшая деревня в Афанасьевском районе Кировской области в составе Ичетовкинского сельского поселения.

## География
Расположена на расстоянии примерно 9 км на северо-запад от райцентра поселка  Афанасьево.

## История
Была известна с 1926 года починок Никитинский, хозяйств 19 и жителей 113 (26 «пермяки»), в 1950 (Нижний Никитинский) 13 и 42, в 1989 оставалось 2 человека. Современное название с 1978 года .  

## Население
Постоянное население составляло 3 человека (русские 100%) в 2002 году, 0 в 2010.